# Bruce Watson
Bruce Watson (* 1956) ist ein australischer Liedermacher, Satiriker und Unterhalter.
Watson ist einer der bekanntesten australischen Liedermacher für Folkmusik, die er auf Festivals, auf Versammlungen und bei anderen Gelegenheiten vorträgt. Er schreibt und spielt auch Lieder für Kinder. Er gewann zahlreiche Preise als Sänger mit seiner Gitarre und als Liederschreiber.

## Lieder
- Amazon
- Balance
- The Old Bush Dance
- Dad´s Clothes
- I shared a Urinal with Martin Ferguson
- Politics, Sex and Religion
- Real World: Songs of Life, Love & Laughter
- Out My Window
- Are We There Yet?
- A Moving Feast
- The Man and the Woman and the Edison Phonograph (Lied über die letzte Tasmanierin, Fanny Cochrane Smith)